# Osmia kashmirensis
Osmia kashmirensis är en biart som beskrevs av Nurse 1903. Osmia kashmirensis ingår i släktet murarbin, och familjen buksamlarbin. Inga underarter finns listade i Catalogue of Life.